# Panorama urbano

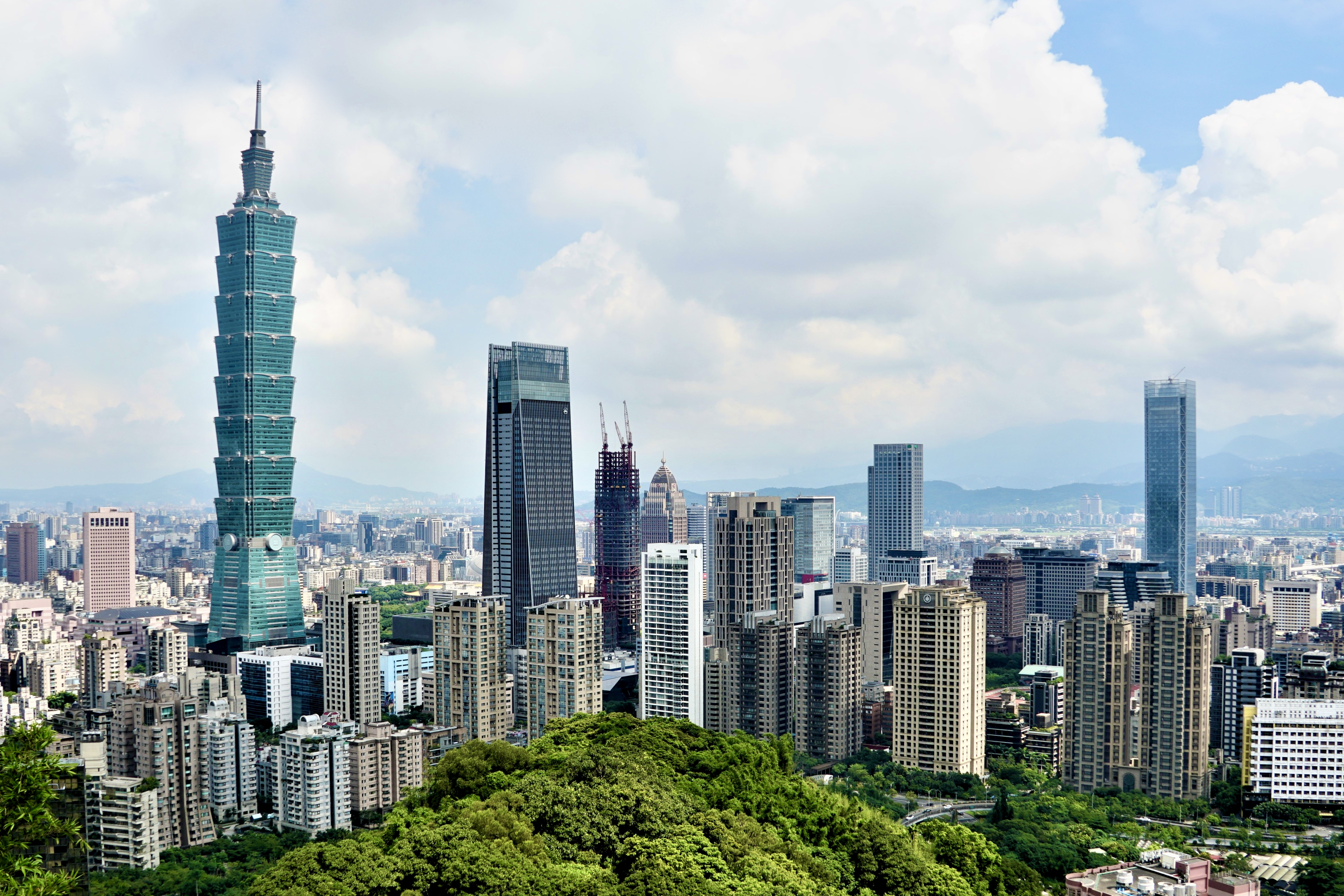
Panorama de Taipei, Taiwan.

Panorama urbano, corte aéreo ou perfil aéreo é a vista total ou parcial da silhueta de uma cidade no horizonte. Pode ser criado pela estrutura geral de uma cidade, ou pela intervenção humana em um ambiente rural, ou na natureza que se forma onde o céu encontra edifícios ou a terra. O panorama urbano da cidade serve como uma espécie de impressão digital, pois nenhuma das duas linhas é igual. Por esse motivo, programas de notícias e esportes, programas de televisão e filmes exibem frequentemente o panorama urbano de uma cidade para definir o local. Em inglês, o termo "The Sky Line of New York City foi introduzido pela primeira vez em 1896, quando era o título de uma litografia de Charles Graham para o suplemento de cores do Novo York Journal . Paul D. Spreiregen, FAIA, chamou um horizonte de "uma representação física [da cidade de] fatos da vida ... uma obra de arte potencial ... sua visão coletiva".

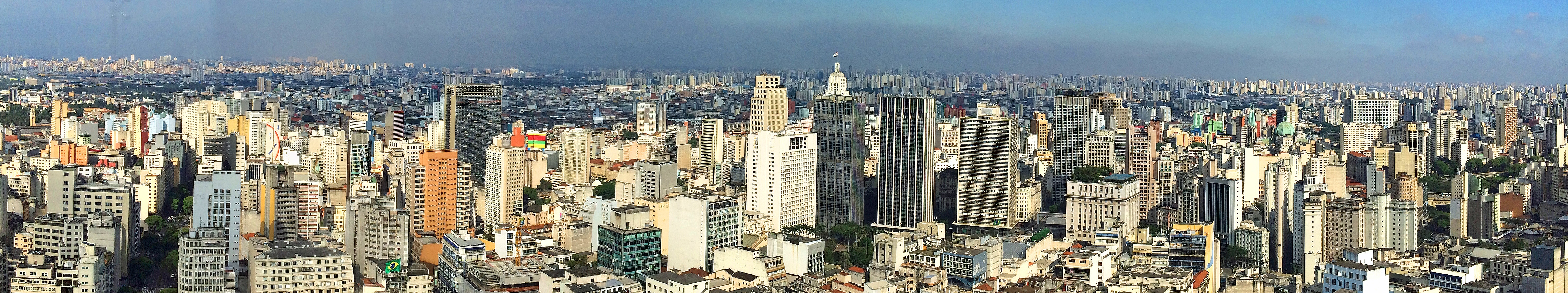
Panorama da cidade de São Paulo a partir do Edifício Itália.